# Сен-Кантен, Жак Филипп Жозеф де

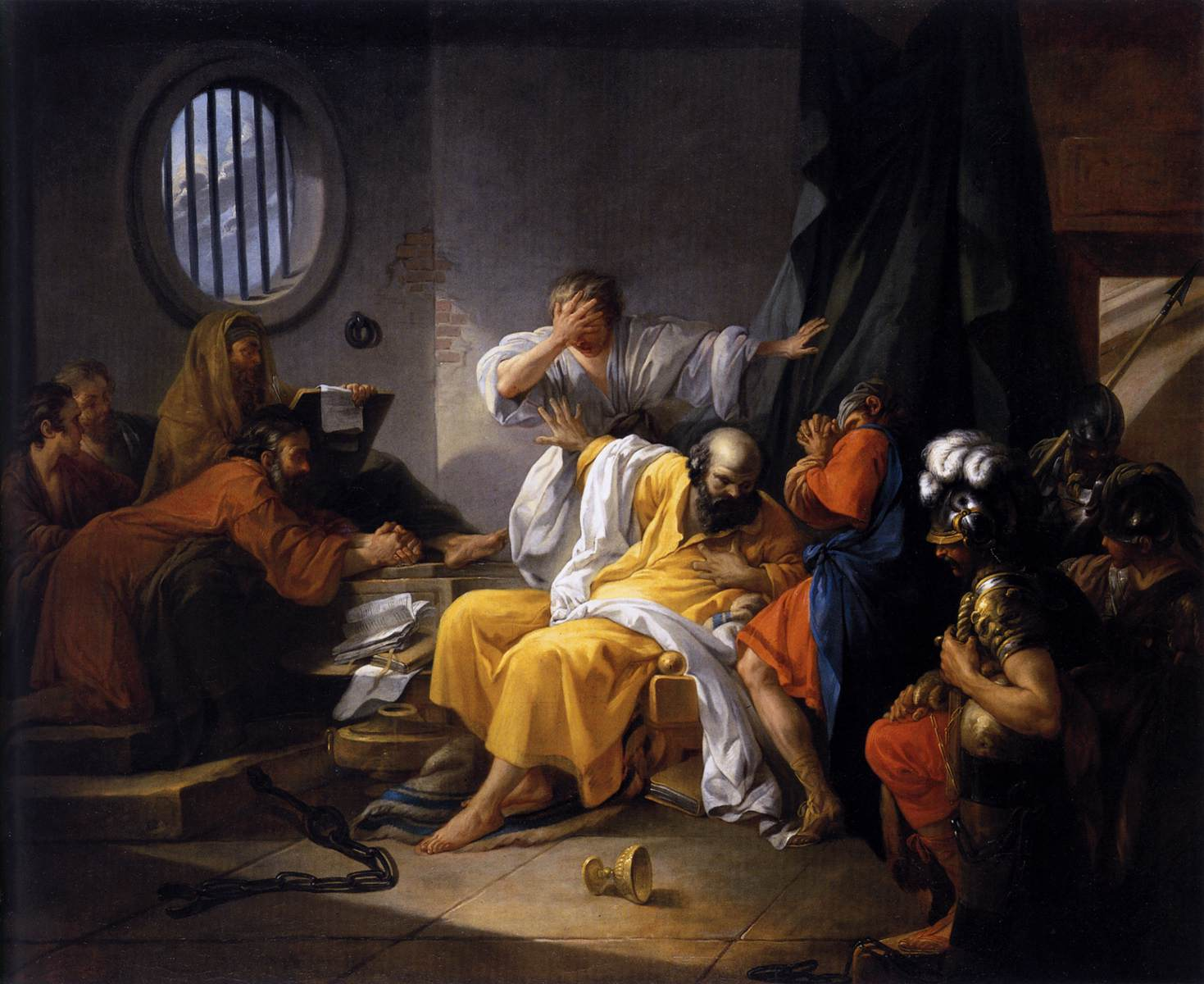
Смерть Сократа. Национальная высшая школа изящных искусств

Жак Филипп Жозеф де Сен-Кантен (фр. Jacques-Philippe-Joseph de Saint-Quentin; 1738, Париж — после 1776) — французский живописец, гравёр, иллюстратор.
Учился в Национальной высшей школе изящных искусств. Ученик Франсуа Буше. Автор жанровых картин, исторических полотен и пейзажей.
В 1762 году получил первый приз парижской Королевской академии живописи и скульптуры (через десять лет после Фрагонара, ещё одного ученика Буше).
Проиллюстрировал «Безумный день, или Женитьба Фигаро» (La Folle journée, ou le mariage de Figaro) (1784) Бомарше (1732—1799). Его рисунки, по одному на каждое из пяти действий пьесы, были выгравированы разными художниками. Они помогают воссоздать атмосферу первой публикации 1784 года, и, по-прежнему, напоминают о постановке.

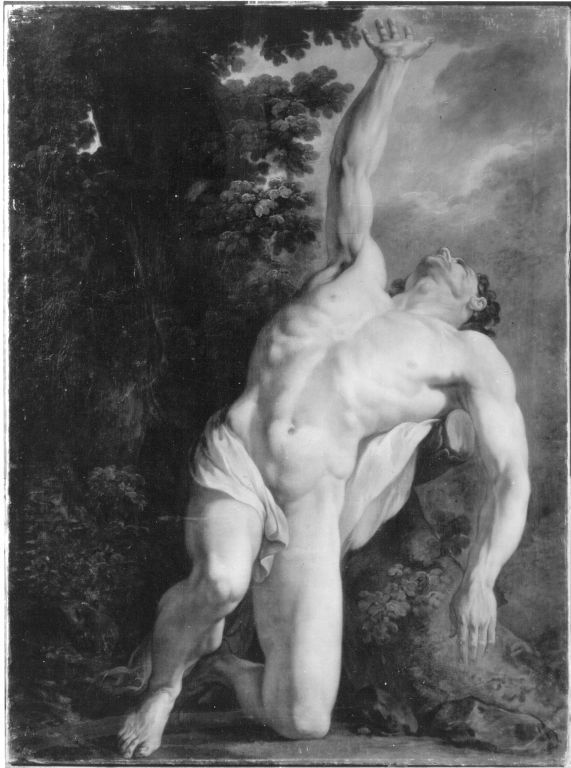
Обнаженный (Баварские государственные собрания картин)
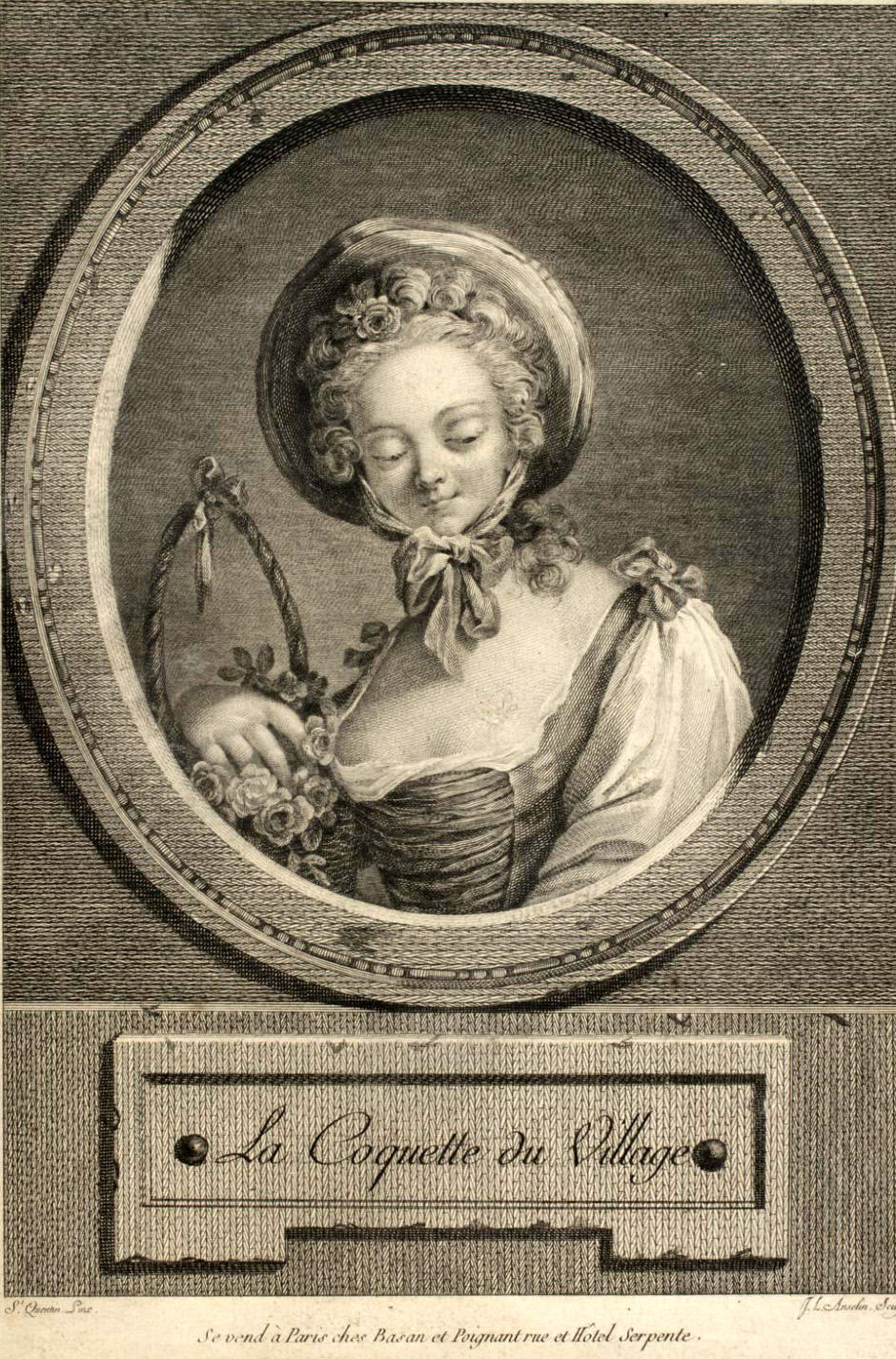
Гравюра «Сельский флирт»
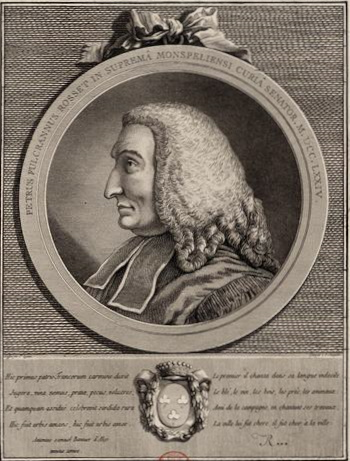
Портрет гравёра Луи-Жозефа Маселье